# Ruine Neudegg (Waldviertel)
Die Ruine Neudegg ist die Ruine einer Höhenburg westlich der Stadtgemeinde Pulkau im Ort Theras in der Marktgemeinde Sigmundsherberg auf einem bewaldeten Kegel im westlichen Pulkautal. In der Literatur scheint Neudegg auch als Nonneck, Neunegg und Neuneck auf.
Ein Ortolfus de Nonnekke scheint in einer Plainer Urkunde im Jahr 1183 das erste Mal auf. Um 1220 scheint ein Chunradus de Niweneke als Besitzer auf. Um 1390 scheint ein Cherssl der Schütze von Rugers auf. Ob es einen Zusammenhang mit der Burg von Riegersburg gibt, wo um diese Zeit ein Besitzer mit ähnlichem Namen aufscheint, ist unbekannt. Jedenfalls stellt ein Niklas Newnekker Ansprüche an diesen Cherssl. Später scheint noch ein Peter Laher als Besitzer auf, dann wird Neuneck nur noch als ödes Haus bezeichnet.
Von der Burg ist noch eine Ruine mit einer hoch aufragenden Bruchsteinmauer mit einem kleinen Rundbogenfenster vorhanden. Für die Errichtung der Burg wird das 12. oder 13. Jahrhundert angenommen.

## Umgebung
Benachbarte Burgen bzw. Schlösser sind Schloss Therasburg, Schloss Schrattenthal, Wasserschloss Oberhöflein und Schloss Fronsburg.